# داساتینیب
داساتینیب (انگلیسی: Dasatinib) با نام تجاری «Sprycel» یک داروی «بازدارنده تیروزین-کیناز Bcr-Abl» (ضد کروموزوم فیلادلفیا) و «بازدارندهٔ c-Src» است که در درمان لوسمی مزمن مغز استخوان (CML) و همچنین برخی موارد خاص از لوسمی حاد لنفاوی که دارای کروموزوم فیلادلفیا باشند (Ph+ ALL) بکار می‌رود.
داساتینیب یکی از داروهای ضروری سازمان جهانی بهداشت است که مجموعه‌ای از موثرترین و بی‌خطرترین داروهای ضروری برای سیستم بهداشت هستند.
نوتروپنی و نارسایی مغز استخوان از عوارض شایع این داروست. نشت مایع به فضای جنب، اسهال با شدت خفیفت تا متوسط، ورم محیطی، سردرد، اختلال در آزمون عملکرد کبد، هیپوکلسمی خفیف و پرفشاری ریوی (PAH) هم سایر عوارض داساتینیب است. سازمان غذا و دارو آمریکا در ۱۱ اکتبر ۲۰۱۱ اعلام کرد این دارو خطر ابتلا به پرفشاری ریوی (PAH) را افزایش می‌دهد که علائمی همچون تنگی‌نفس، خستگی، ورم مچ و ساق پاها و غیره را داراست. این مسئله در بروشورهای دارویی داخل جعبهٔ آن ذکر شده‌است.